# Майданик Яків Матвійович
Майданик Яків Матвійович (1891—1984) — український поет, прозаїк, карикатурист. Псевдонім — Штіф Табачнюк.

## З біографії
Народ. 1891 р. у Свидовій (Західна Україна), навчався у гімназії в Коломиї, потім у Текстильно-орнаментальній школі в Ракшаві поблизу Кракова. У
1911 р. емігрував до Канади, здобув педагогічну освіту в Брендоні, вчителював. Потім відкрив крамницю у Вінніпезі. Писати почав у 1911 р., з 1925 р. редагував журнал «Вуйко», «Календар Вуйка».
Помер 3 червня 1984 р. у Вінніпезі.

## Творчість
Автор книжок «Вуйкова книга» (1930, 1974), збірки сатирично-гумористичних оповідань «Вуйко Штіф Табачнюк» (1959), комедій «Маніґрула» (1926), «Гейби комедія» та інших творів.
Окремі видання:
- Майданик Я. «Листи Штіфа Табачнюка» (1914, «Ілюстрований календар "Новин" на рік 1915», Накладом і друком "Новин"; Едмонтон, Алберта, Канада; 176 с. - оповідання появляється на ст. 19-36)
- Майданик Я. «Манігрула: Комедія в одній дії, з співами і танцями» (1915, Накладом Руської Книгарні; Вінніпеґ, Манітоба, Канада; 25 с.)
- Майданик Я. (Табачнюк, Штіф.) «Календар Штіфа Табачнюка» (1917, укладач і упорядник Я. Майданик; Вінніпеґ, Манітоба, Канада)
- Майданик Я. (Табачнюк, Штіф.) «Календар Штіфа Табачнюка» (1918, укладач і упорядник Я. Майданик;  Вінніпеґ, Манітоба, Канада; 206 с.)
- Майданик Я. «Штіф Табачнюк на Маркетах» (ст. 6-11), "З житя капіталїстів" (іл., ст. 35), «Лист Пазі Дурійки до Штіфа Табачнюка» (ст. 39-41) (оповідання появляються у книжці «Повний міх сміху або Весела книжочка для сумних людей» (1918, Накладом видавництва "Іскра"; Нью-Йорк; 96 с.)
- Майданик Я. «Маніґрула: Комедія в одній дії з співами і танцями» (1926, Накладом Української Книгарні; Вінніпеґ, Манітоба, Канада; 30 с.)
- Майданик Я. (Вуйко Ш. Табачнюк) «Вуйкова книга: Рисунки і карикатури» (1931; передрук: «Вуйко Ш. Табачнюк і инші нові, короткі оповідання» (1959, Друкарня “Нового Шляху”; Вінніпеґ, Манітоба, Канада; 135 с.)
- Майданик Я. «Вуйкова книга. Річник Вуйка Штіфа в рисунках Я. Майданика» (1930, Накладом Національної Преси; Вінніпеґ, Манітоба, Канада; передрук 1974, "Ukrainian Canadian Historical Publications"; Саскатун, Саскачеван, Канада; 94 с.)
- Майданик Я. «Вуйко Ш. Табачнюк і инші нові, короткі оповідання» (1959, Друкарня “Нового Шляху”; Вінніпеґ, Манітоба, Канада; 135 с.)
- Майданик Я. «Як то Штіф перехитрив скачмена» // Хрестоматія української літератури в Канаді. (Едмонтон, 2000.— С. 208—209.)